# Gralariídeos
Gralariídeos (Grallariidae) é uma família de aves passeriformes distribuída na América do Sul.
A família foi incluída na família Formicariidae na taxonomia de Sibley-Ahlquist, entretanto, as dois grupos não são relacionados entre si.